# Kalkulacja doliczeniowa
Kalkulacja doliczeniowa – metoda kalkulacji kosztów danego obiektu, zazwyczaj produktu finalnego, polegająca na doliczeniu do kosztów bezpośrednich obiektu części kosztów pośrednich na podstawie z góry ustalonej stawki narzutu kosztów pośrednich. Kalkulacja doliczeniowa jest stosowana w przedsiębiorstwach produkujących szeroki asortyment różnorodnych produktów, np. produkty wytwarzane na zlecenie klienta i według jego specyfikacji. Ze względu na konieczność ustalenia całkowitego kosztu produkcji przed zamknięciem okresu rozliczeniowego konieczne jest doliczenie kosztów pośrednich, zamiast zastosowania kalkulacji podziałowej.

## Rodzaje kalkulacji doliczeniowej
Kalkulacja doliczeniowa stosowana jest w przedsiębiorstwach wytwarzających różnorodne produkty z różnych surowców w trakcie zróżnicowanych procesów produkcyjnych. Stosowana jest w przypadku produkcji jednostkowej, małoseryjnej, dla której stosuje się odmianę kalkulacji doliczeniowej zleceniowej oraz przy produkcji seryjnej wielu produktów, dla której stosuje się odmianę kalkulacji doliczeniowej asortymentowej.

### Kalkulacja doliczeniowa zleceniowa
W przypadku kalkulacji doliczeniowej zleceniowej otwiera się dla każdego zlecenia odrębną ewidencję (kartę kalkulacyjną), na której na podstawie dokumentów źródłowych gromadzi się koszty bezpośrednie zlecenia. Następnie do tych kosztów dolicza się koszty pośrednie produkcji (koszty wydziałowe). W przypadku gdy celem kalkulacji jest ustalenie kosztu własnego sprzedaży, doliczane są także koszty ogólnego zarządu i koszty sprzedaży. W przypadku gdy zlecenie produkcyjne obejmuje jeden produkt, ustalenie kosztu jednostkowego następuje z wykorzystaniem metod kalkulacji podziałowej prostej. Natomiast w przypadku gdy zlecenie obejmuje kilka różnych produktów, ostateczne ustalenie kosztów jednostkowych następuje z wykorzystaniem metodologii stosowanej przy kalkulacji podziałowej współczynnikowej.

### Kalkulacja doliczeniowa asortymentowa
Przy kalkulacji doliczeniowej asortymentowej prowadzona jest ewidencja analityczna dla każdego asortymentu produktów, a nie do pojedynczych produktów. Metodyka doliczania kosztów pośrednich oraz ustalania kosztów jednostkowych jest taka sama, jak w przypadku kalkulacji doliczeniowej zleceniowej.

## Działanie kalkulacji doliczeniowej
Kalkulacja doliczeniowa polega na doliczeniu do kosztów bezpośrednich poszczególnych przedmiotów kalkulacji odpowiedniej części kosztów pośrednich. Koszty pośrednie dotyczą wszystkich wytwarzanych w przedsiębiorstwie produktów, trzeba więc rozliczyć te koszty pomiędzy produkty. Czyni się to za pomocą odpowiednich kluczy rozliczeniowych, takich, które w sposób najlepszy odzwierciedlają relację zachodzące pomiędzy poziomem kosztów pośrednich a wytwarzanymi produktami i w związku z tym potrafią przypisać możliwie najdokładniej poszczególnym produktom te koszty. Klucze podziałowe muszą się wobec tego charakteryzować odpowiednim związkiem między kosztami a produkcją. Wśród stosowanych w praktyce kluczy rozliczeniowych  możemy wyróżnić klucze wartościowe i ilościowe. I tak podstawą rozliczenia kosztów wydziałowych mogą być znane koszty przypisane już do produktów, a więc pozycje kosztów bezpośrednich: materiały, wynagrodzenia bądź koszty bezpośrednie ogółem, dla kosztów zarządu może to być także techniczny koszt wytworzenia. Podstawą rozliczenia kosztów pośrednich może być także liczba wytworzonych, liczba zatrudnionych pracowników, czasochłonność liczona liczbą maszynogodzin lub roboczogodzin. Rozliczenie kosztów pośrednich może być dokonywane w sposób całościowy dla poszczególnych komórek organizacyjnych lub indywidualnie dla poszczególnych grup rodzajowych kosztów. Wówczas dla poszczególnych pozycji kosztów pośrednich można stosować odrębne klucze doliczeniowe, np. dla amortyzacji i ubezpieczenia budynków ważna będzie ich kubatura bądź powierzchnia użytkowa, dla kosztów utrzymania maszyn – ich czas pracy, dla wynagrodzeń – liczba roboczogodzin, dla kosztów przygotowania nowej produkcji – czas lub planowana liczba wytworzonych wyrobów.
Wybór klucza rozliczeniowego decyduje o sposobie rozliczania kosztów pośrednich. W przypadku klucza wartościowego ustalamy procentowy wskaźnik narzutu kosztów pośrednich, natomiast w przypadku klucza ilościowego – stawkę jednostkową kosztów pośrednich na jednostkę kalkulacyjną. Zastosowany klucz rozliczeniowy ma wpływ na wysokość kosztów, ważny jest wobec tego właściwy jego wybór.

## Wskaźnik narzutu kosztów pośrednich w przypadku wartościowego klucza rozliczeniowego
Wskaźnik narzutu kosztów pośrednich w przypadku wartościowego klucza rozliczeniowego wyrażamy następująco:
Wnkp = (kp/wkr) x 100%
gdzie:
- Wnkp – wskaźnik narzutu kosztów pośrednich wyrażany w %,

- kp – rozliczane koszty pośrednie,

- wkr – wartościowy klucz rozliczeniowy.

Następnie należy przemnożyć Wnkp przez część klucza rozliczeniowego przypadającego na poszczególne zlecenie:
Kpz = Wnkp X wkrz
gdzie:
- Kpz – koszty pośredni doliczone do zlecenia z,

- wkrz – część wartościowego klucza rozliczeniowego przypadająca na zlecenie z.

## Stawka narzutu kosztów pośrednich w przypadku ilościowego klucza rozliczeniowego
Stawkę narzutu kosztów pośrednich w przypadku ilościowego klucza rozliczeniowego wyrażamy następująco:
Snkp = kp/ikr
gdzie:
- Snkp – stawka narzutu kosztów pośrednich,

- ikr – ilościowy klucz rozliczeniowy.

Następnie wystarczy przemnożyć Snkp przez część klucza rozliczeniowego przypadającego na poszczególne zlecenie:
Kpz = Snkp x ikrz
gdzie:
- ikrz – część ilościowego klucza rozliczeniowego przypadająca na zlecenie z.

## Procedura kalkulacji doliczeniowej
1. Rejestracja kosztów bezpośrednich produkcji na koncie „koszty produkcji” z jednoczesną rejestracją na kartach zleceń.
2. Rejestracja kosztów pośrednich na kontach „koszty wydziałowe” /  „koszty zarządu” / „koszty sprzedaży”.
3. Ustalenie klucza podziałowego kosztów dla każdej wyodrębnionej grupy kosztów pośrednich.
4. Obliczenie wskaźników narzutu kosztów pośrednich Wnkp.
5. Obliczenie kosztów pośrednich każdego zlecenia Kpz.
6. Przeksięgowanie kosztów pośrednich na konto „koszty produkcji” z jednoczesną ewidencją wartości tych kosztów ustalonych dla zleceń (5) na kartach (kontach) zleceń.
7. Ustalenie kosztu wytworzenia każdego zlecenia.
8. Ustalenie dla zleceń zakończonych jednostkowego kosztu wytworzenia wyrobu lub usługi.